# Detector infravermelho

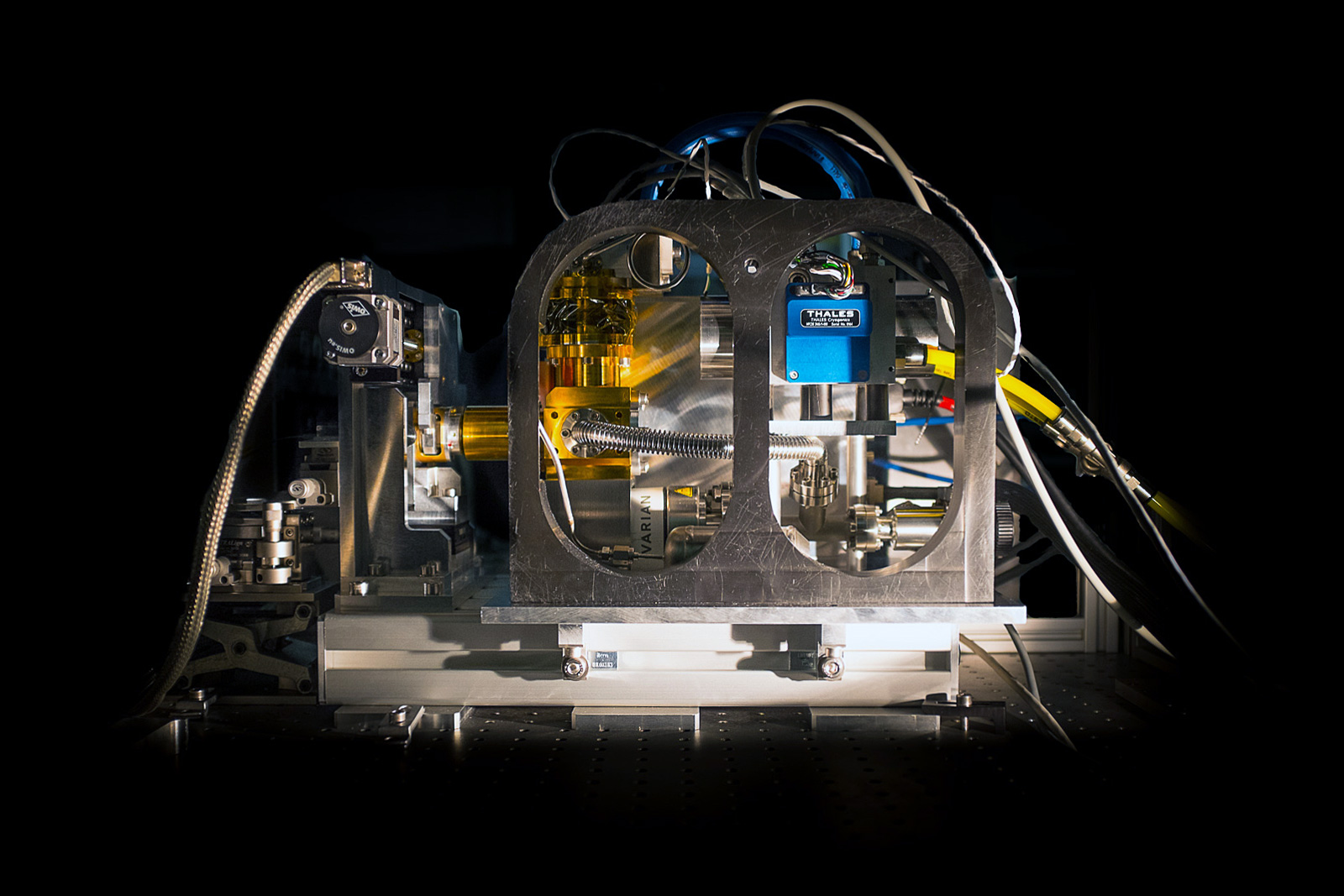
Protótipo de detector infravermelho de alta velocidade instalado no instrumento PIONIER no Observatório Paranal do ESO.

Um detector de infravermelho reage à radiação infravermelha (ou IR, do termo em inglês Infrared radiation). Os dois tipos principais de detectores são térmico e fotônico (fotodetectores).
Os efeitos térmicos da radiação IR incidente podem ser caracterizados por muitos fenômenos dependentes da temperatura. Bolômetros e microbolômetros são baseados em mudanças na resistência. Termopares e termopilhas usam o efeito termoelétrico. As células de Golay seguem a expansão térmica. Nos espectrômetros de infravermelho, os detectores piroelétricos são os mais comuns.
O tempo de resposta e a sensibilidade dos detectores fotônicos podem ser muito maiores, mas geralmente eles precisam ser resfriados para reduzir o ruído térmico. Os seus materiais são semicondutores com intervalos de banda estreitos. Fótons IR incidentes podem causar excitações eletrônicas. Em detectores fotocondutores, a resistividade do elemento detector é monitorada. Os detectores fotovoltaicos contêm uma junção PN na qual a corrente fotoelétrica aparece ao ser iluminada.
Um detector infravermelho é hibridizado ao ser conectado a um circuito integrado de leitura com saliências de índio. Esse híbrido é conhecido como matriz de plano focal.

## Materiais detectores
- Sulfeto de chumbo (II) (PbS)
- Telureto de mercúrio e cádmio (conhecido como MCT, HgCdTe)
- Antimoneto de índio (InSb)
- Arseneto de índio
- Arseneto de gálio e índio
- Seleneto de chumbo
- QWIP
- Tantalato de lítio (LiTaO3)
- Sulfato de triglicina (TGS)
- Siliceto de platina (PtSi)